# Wat Mahathat Yuwaratrangsarit

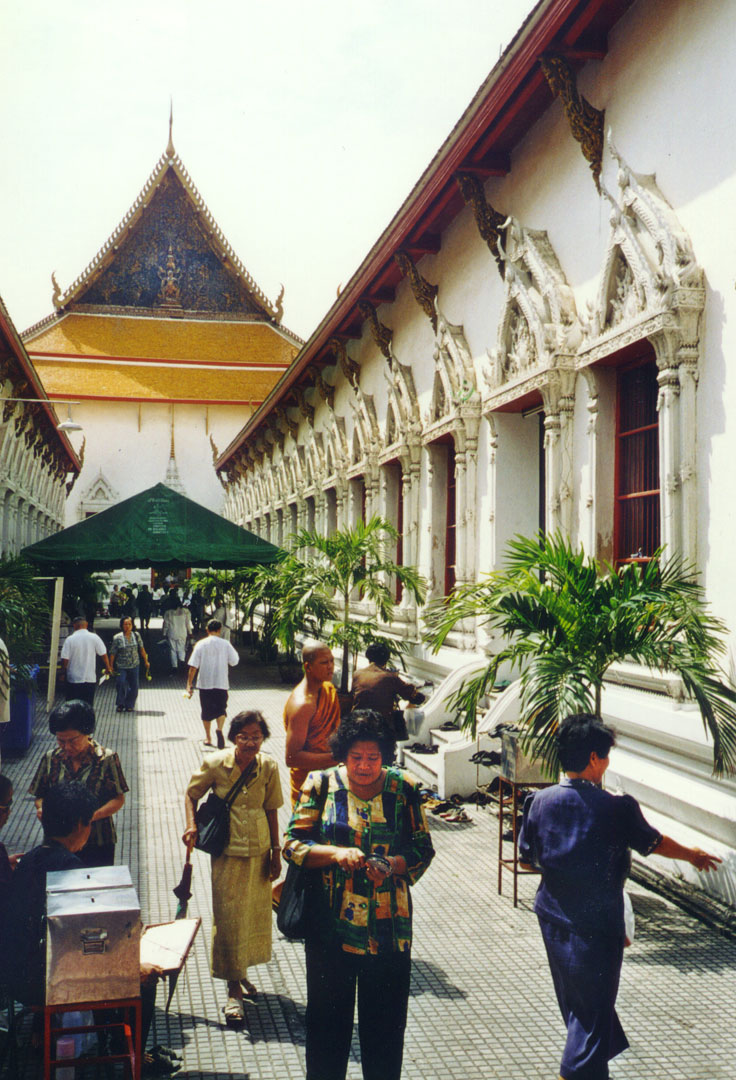
Wat Mahathat Yuwaratrangsarit.

Wat Mahathat Yuwaratrangsarit (em tailandês: วัด มหาธาตุ ยุวราชรังสฤษฎิ์) é um templo budista em Bangkok, capital da Tailândia. É um dos 10 templos reais da classe mais alta (em tailandês: พระ อาราม หลวง ชั้น เอก ชนิด ราชวรมหาวิหาร) em Bangkok.

## História
O templo foi construído durante o período de Ayutthaya, um antigo reino siamês fundado em 1351 que perdurou até a intervenção birmanesa em 1767. O templo era então conhecido como Wat Salak. Antes da fundação de Bangkok, o templo já existia na região da futura capital. Logo após Bangkok ser estabelecida como a capital de Sião, o templo tornou-se estrategicamente situado entre o recém-construído Grande Palácio de Bangkok e o Palácio da Frente (residência do vice-rei). Como resultado, passou a ser usado para cerimônias reais e funerais.
No entanto, a disposição espacial do edifício perturbou o planejamento urbano da nova capital siamesa. O vice-rei Boworn Maha Surasinghanat (em tailandês: กรม พระราชวัง บวร มหา สุร สิงหนาท ), irmão mais novo do rei Phra Phutthayotfa, decidiu reconstruir todo o templo, para tornar sua posição entre dois palácios reais digna. A reconstrução começou em 1783, simultaneamente com o redesenho do Palácio da Frente (Wang Na), que se juntou a uma das áreas ao norte do templo. O novo templo foi voltado para o leste do Grande Palácio de Bangkok, com as casas dos monges (Kuti) sendo construídas na parte de trás do Wat Salak. O arranjo do edifício sagrado em Phutthawat, Ubosot, Wihan e Mondop, não foi modificado desde então.
Na noite de 2 de abril de 1802, o mosteiro foi quase completamente destruído. Alguns monges se divertiam com fogos de artifício que, após atingir o telhado, iniciou um incêndio no templo, se espalhando rapidamente para os edifícios vizinhos, entre os quais o Palácio da Frente. O arranjo de Mondop foi totalmente danificado, e a reconstrução do templo, bem como de partes do Palácio da Frente que também foram danificadas, se iniciou imediatamente.
Ao longo dos últimos dois séculos, o templo foi renovado e elevado no Estado por muitos reis tailandeses. Em 1803, recebeu o nome de Wat Mahathat de Bangkok e, posteriormente, em 1996 foi renomeado para seu nome atual. O templo é também o lar do Centro de Meditação Vipassana.

### Universidade
A Universidade Mahachulalongkornrajavidyalaya, a mais antiga instituição de ensino superior da Tailândia para os monges budistas, está situada no terreno do templo. Esta é uma das universidades mais importantes na Tailândia, dividida em faculdade de ciências humanas, faculdade de ciências sociais, um programa internacional e uma faculdade de pós-graduação. A primeira turma foi admitida em 1889 e em 1997, tornou-se uma universidade pública.